# Vasily Danilovich Sokolovsky
Vasily Danilovich Sokolovsky, tiếng Nga: Василий Данилович Соколовский, (21.07.1897-10.05.1968) là một chỉ huy cao cấp của Hồng quân Liên Xô trong Chiến tranh thế giới thứ hai. Sau chiến tranh ông được phong thành Nguyên soái Liên Xô và giữ chức Thứ trưởng Bộ Quốc phòng.

## Tiểu sử
Vasily Sokolovsky sinh ra trong một gia đình nông dân tại Kozliki, một thị trấn nhỏ thuộc tỉnh Grodno, Đế quốc Nga. Sau khi trở thành một thầy giáo ở trường học địa phương, Sokolovsky đã tham gia nhiều cuộc biểu tình và tuần hành chống lại Nga hoàng. Sau khi Cách mạng tháng Mười nổ ra, Sokolovsky gia nhập Hồng quân tháng 2 năm 1918.

## Sự nghiệp

### Trước năm 1945
Sau khi nhập ngũ, Sokolovsky vào học tại một trường quân sự năm 1919 nhưng thường xuyên phải tham gia chiến đấu trong Nội chiến Nga (1918). Năm 1921, sau khi tốt nghiệp ông được cử làm tham mưu trưởng một sư đoàn đóng quân tại Turkmenistan. Trong một trận giao tranh gần Samarkand, Sokolovsky bị thương và sau đó được tặng thưởng vì đã chiến đấu dũng cảm.
Sau Nội chiến, ông tiếp tục làm việc trong các ban tham mưu và sau cùng trở thành Tham mưu trưởng Quân khu Moskva và Phó Tổng tham mưu trưởng của Bộ Tổng tham mưu cho đến khi Chiến tranh giữ nước vĩ đại bùng nổ.
Tháng 12 năm 1941, khi các lực lượng Đức Quốc xã chỉ còn cách thủ đô Moskva chừng 20 km, Sokolovsky được cử làm Tham mưu trưởng Phương diện quân Tây. Ông đã có công lớn trong việc phối hợp các cuộc phản công của Hồng quân và đẩy lùi quân Đức ra xa khỏi Moskva. Sokolovsky tiếp tục giữ vị trí này đến tháng 2 năm 1943, sau đó được cử làm Tư lệnh Phương diện quân Tây.
Phương diện quân của Sokolovsky đã tham gia Chiến dịch Kursk đến tháng 4 năm 1944. Sau đó phương diện quân này được chia làm hai và Sokolovsky được giao vị trí Tham mưu trưởng Phương diện quân Ukraina 1, đây cũng là vị trí chiến đấu của ông cho đến cuối chiến tranh. Trong cương vị Tham mưu trưởng Phương diện quân Ukraina 1, Sokolovsky đã tham gia việc lập kế hoạch và giám sát thực hiện Chiến dịch Berlin cùng các tướng lĩnh khác.
Trong suốt Chiến tranh thế giới thứ hai, Sokolovsky là một trong các vị chỉ huy quan trọng nhất của Hồng quân. Ông được coi là một nhà lập kế hoạch đại tài và một chỉ huy quân sự giỏi, được Nguyên soái Georgy Zhukov rất tin tưởng.

### Sau năm 1945

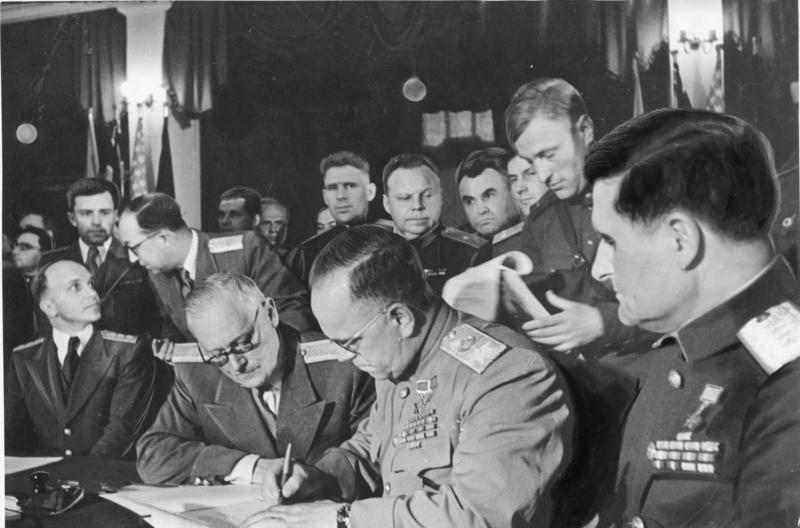
V. D. Sokolovsky (phải) trong đoàn quân đội Liên Xô tại lễ ký biên bản đầu hàng không điều kiện của quân đội Đức Quốc xã, Berlin, ngày 9-5-1945

Sau chiến tranh Vasily Sokolovsky trở thành Phó tư lệnh các lực lượng Xô viết tại Đông Đức đến ngày 3 tháng 7 năm 1946.
Vào ngày này, Sokolovsky được phong hàm Nguyên soái Liên bang Xô viết và giữ chức Tư lệnh các lực lượng Xô viết tại Đông Đức. Từ năm 1949 đến năm 1952 ông là Thứ trưởng Bộ Quốc phòng, sau đó làm Tổng tham mưu trưởng Hồng quân cho đến năm 1960. Công việc cuối cùng do ông đảm nhận là Tổng thanh tra Bộ Quốc phòng. Ông giữ vai trò này đến khi mất ở tuổi 71 vào ngày 10 tháng 5 năm 1968.
Ngoài các hoạt động chỉ huy và tham mưu, Sokolovsky còn viết cuốn sách Chiến lược quân sự năm 1962, cung cấp những chi tiết hiếm có về quan điểm của Liên Xô với chiến tranh, đặc biệt là chiến tranh hạt nhân.
Sau khi mất, giống như hầu hết các vị nguyên soái khác, Sokolovsky được chôn ở chân tường Điện Kremlin.